# Resolució 689 del Consell de Seguretat de les Nacions Unides
La Resolució 689 del Consell de Seguretat de les Nacions Unides, adoptada per unanimitat el 9 d'abril de 1991 després de recordar la Resolució 687 (1991), el Consell va prendre nota d'un informe del secretari general de les Nacions Unides i va decidir establir la Missió d'Observació de les Nacions Unides per a l'Iraq i Kuwait per supervisar la zona desmilitaritzada entre Iraq i Kuwait, coneguda com la barrera Kuwait-Iraq.
Actuant sota el Capítol VII de la Carta de les Nacions Unides, el Consell va establir la Missió per un període inicial de sis mesos, decidint revisar la qüestió de la seva resolució cada sis mesos. La seva presència era dissuadir les violacions frontereres i controlar l'acció hostil o potencialment hostil que muntava un país contra l'altre.